# Makiyamaia sibogae
Makiyamaia sibogae é uma espécie de gastrópode do gênero Makiyamaia, pertencente a família Clavatulidae.